# JR貨物ZX18A形コンテナ
JR貨物ZX18A形コンテナ（JRかもつZX18Aがたコンテナ）は、2003年（平成15年）度に登場した日本貨物鉄道（JR貨物）のコンテナ（事業用コンテナ）である。18C形から2個が改造された。フォークリフト作業訓練で使用する。

## 構造
フォークリフト作業の際のコンテナ内部の荷崩れを確認するため、外板が一部透明になっている。なお、後に窓枠は補強が加えられている。